# ヒア・イット・カムズ・アゲイン (ザ・フォーチュンズの曲)
「ヒア・イット・カムズ・アゲイン」（Here It Comes Again）は、ザ・フォーチュンズが1965年に発表した楽曲。本国イギリスで4位、米国のビルボードで27位を記録した。

## 概要
デビュー以来鳴かず飛ばずだったザ・フォーチュンズは1965年にロジャー・クックとロジャー・グリーナウェイのソングライター・チームが書いた「You've Got Your Troubles」を録音した。同年6月に発売された同曲は全英シングルチャートで2位、ビルボード Hot 100で7位、カナダで1位、ニュージーランドで1位を記録するなど大ヒットとなった。この勢いを買って、次にグループはバリー・メイソンとレス・リードが書いた「ヒア・イット・カムズ・アゲイン」を録音した。メイソンとリードは、1965年3月に行われたユーロビジョン・ソング・コンテストにイギリス代表として出場するキャシー・カービーのために「I'll Try Not To Cry」を書いたが、カービーが最終的に選んだのはダニエル・ブーンとフィル・ピーターズが書いた「I Belong」だった。
同年10月1日、本作はシングルA面として発売。リードは編曲も担当した。同月に発売されたファースト・アルバム『The Fortunes』に収録された。
イギリスで4位、アイルランドで5位、ビルボード Hot 100で27位、カナダで4位を記録した。